# Shy Away
«Shy Away» es una canción del dúo estadounidense Twenty One Pilots. Se lanzó el 7 de abril de 2021, a través de Fueled by Ramen, como el sencillo principal de su sexto álbum de estudio, Scaled and Icy. La canción ha sido descrita como una canción de Rock alternativo y synth pop, y se ha comparado con bandas de rock indie y alternativo como The Strokes y Phoenix.

## Antecedentes
La canción comenzó como un tutorial para aprender a usar un estudio de grabación. Tyler Joseph, líder del dúo, compuso la canción para su hermano menor. La canción fue creada mientras se comunicaban virtualmente, ya que la pandemia de COVID-19 limitó la interacción entre los miembros de la banda. La canción se lanzó dos días después del anuncio de Scaled and Icy, el próximo álbum.

## Vídeo musical
Se lanzó un video musical junto con el sencillo el 7 de abril de 2021, dirigido por Miles Cable y AJ Favicchio. El video muestra la nueva «era» del dúo, un nuevo esquema de colores para la banda cambia para cada álbum. El video presenta los nuevos colores de manera prominente: tonos vibrantes de azul claro, rosa y amarillo. En el video, algunos músicos de fondo usan pasamontañas, una referencia a los estilos de sus álbumes anteriores Vessel y Blurryface.

## Posicionamiento en listas
| Listas (2021)                                 | Mejor posición |
| --------------------------------------------- | -------------- |
| Bélgica (Ultratop) Flanders                   | 18             |
| Canadá (Canadian Hot 100)                     | 67             |
| Eslovaquia (Singles Digitál Top 100)          | 38             |
| Estados Unidos (Alternative Airplay)          | 1              |
| Estados Unidos (Billboard Hot 100)            | 87             |
| Estados Unidos (Hot Rock & Alternative Songs) | 7              |
| Estados Unidos (Rock Airplay)                 | 1              |
| Global 200 (Billboard)                        | 73             |
| Hungría (Stream Top 40)                       | 32             |
| Irlanda (IRMA)                                | 56             |
| Lituania (AGATA)                              | 36             |
| Nueva Zelanda (RMNZ)                          | 10             |
| Reino Unido (UK Singles Chart)                | 56             |
| República Checa (Rádio Top 100)               | 58             |
| República Checa (Singles Digitál Top 100)     | 35             |
| Suecia Heatseeker (Sverigetopplistan)         | 11             |
| Suiza (Schweizer Hitparade)                   | 90             |